# Pipistrellus aero
Pipistrellus aero är en fladdermusart som beskrevs av Heller 1912. Pipistrellus aero ingår i släktet Pipistrellus och familjen läderlappar. IUCN kategoriserar arten globalt som otillräckligt studerad. Inga underarter finns listade i Catalogue of Life.
Arten är bara känd från enstaka fynd som gjordes i Kenya. Kanske ska även en observation från Etiopien räknas till denna art. Habitatet utgörs av mera torra skogar.